# Digital Renegade
Digital Renegade (escrito na forma [digital_renegade] na capa) é o terceiro álbum de estúdio da banda americana de electronicore I See Stars. Foi lançado em 13 de março de 2012 pela Sumerian Records. O álbum tem a participação dos cantores Danny Worsnop e Cassadee Pope, das bandas Asking Alexandria e Hey Monday, respetivamente.

## Contexto e precedentes
A banda começou a tocar novas músicas na turnê Leave It 2 the Suits Tour, incluindo a abertura "Gnars Attacks" e o single "Filth Friends Unite". Uma versão não-masterizada desta última foi lançada em 8 de janeiro de 2012 na página oficial da banda no Facebook e o título do álbum foi anunciado algumas horas depois. Uma versão finalizada da faixa foi lançada como o primeiro single do álbum em 17 de janeiro. Em 10 de fevereiro, o álbum foi colocado em pré-venda e a capa foi revelada. O segundo single, "NZT48", foi lançado no YouTube em 23 de fevereiro como um lyric video. A faixa foi lançada no iTunes em 28 de fevereiro. Em 6 de março, o site Alternative Press estreou a faixa com exclusividade.

## Recepção

### Crítica profissional
| Críticas profissionais | Críticas profissionais |
| Avaliações da crítica  | Avaliações da crítica  |
| Fonte                  | Avaliação              |
| ---------------------- | ---------------------- |
| Allmusic               | [ 5 ]                  |
| Alternative Press      | [ 6 ]                  |
| Sputnikmusic           | [ 7 ]                  |
| Ultimate Guitar        | [ 8 ]                  |
| Under the Gun Review   | 7/10                   |

Digital Renegade recebeu críticas em geral positivas. Gregory Heaney do Allmusic afirmou que "Conquanto os fãs do grupo podem achar esta transição um tanto impactante, as mudanças ouvidas em Digital Renegade fazem dele o álbum mais madura até agora de uma banda que está definitivamente evoluindo em uma direção promissora." Annie Zaleski da Alternative Press afirmou que "Ao contrário de outras bandas que combinam estilos tão díspares, o I See Stars o faz de jeitos inesperados; a mistura de efeitos programados e os elementos esmagadores de rock soam coerentes e excitantes. E mesmo aassim o Digital Renegade não alienará fãs de longa data - o álbum apenas reforça o quanto a banda é criativamente carregada e ferozmente ambiciosa." Um escritor da Ultimate Guitar disse que "Este álbum é muito mais aproveitável que qualquer outro do I See Stars, e carrega mais peso emocional. Do começo ao fim, o álbum é um passeio para provocar a mente." Ele elogiou especificamente o som mais pesado do álbum em comparação com os trabalhos anteriores, assim como as letras. Um autor da Sputnikmusic foi menos positivo, e afirmou que "Para dar crédito onde ele é merecido, há uma sensação de melhora, refinamento e progressão aparente por todo o 'Digital Renegade'. Em última análise, contudo, o modo com que este álbum relativamente consistente é visto dependerá na combinação do que se achou dos dois LPs anteriores do grupo, e o limite que se coloca no gênero como um todo. Como mais uma vez é comprovado aqui, o equilíbrio entre transições coerentes e estruturas de som imaginativas é praticamente impossível de se alcançar, com qualquer coisa próxima do convencional aparentando estar bem além das capacidades do I See Stars."

### Comercial
Digital Renegade estreou na 45ª colocação da Billboard 200 nos Estados Unidos, a melhor estreia deles até hoje. Ele também chegou nos top 20 da Rock Albums Chart e nos top 10 dan Alternative Albums e Independent Albums.

## Faixas
| N.º | Título                                                 | Duração |  |
| 1.  | "Gnars Attacks"                                        | 3:29    |  |
| 2.  | "NZT48"                                                | 4:20    |  |
| 3.  | "Digital Renegade"                                     | 3:12    |  |
| 4.  | "Endless Sky (com Danny Worsnop do Asking Alexandria)" | 3:33    |  |
| 5.  | "Underneath Every Smile"                               | 3:17    |  |
| 6.  | "Mystery Wall"                                         | 4:08    |  |
| 7.  | "iBelieve"                                             | 2:38    |  |
| 8.  | "Summer Died in Connersville"                          | 3:18    |  |
| 9.  | "Electric Forest (com Cassadee Pope do Hey Monday)"    | 4:26    |  |
| 10. | "Filth Friends Unite"                                  | 3:59    |  |

| Exclusivas do Hot Topic |                                                        |         |  |
| N.º                     | Título                                                 | Duração |  |
| 11.                     | "This Isn't a Gameboy (faixa bônus do I See Stars)"    | 3:50    |  |
| 12.                     | "Blind Date 101 (faixa bônus do Make Me Famous)"       | 3:47    |  |
| 13.                     | "We Still Believe (faixa bônus do Stick to Your Guns)" | 3:33    |  |

## Paradas
| Parada (2012)                | Melhor posição |
| ---------------------------- | -------------- |
| Billboard 200                | 45             |
| Billboard Rock Albums        | 15             |
| Billboard Alternative Albums | 10             |

## Músicos
I See Stars
- Devin Oliver – vocais limpos
- Andrew Oliver – bateria, percussão
- Jeff Valentine – baixo
- Brent Allen – guitarra solo
- Jimmy Gregerson – guitarra base
- Zach Johnson – vocal gutural, sintetizador, teclado, programação

Equipe técnica
- Joey Sturgis - produção, mixagem, masterização e engenharia de som
- Matt Dalton - engenharia de som
- Mark Brown - capa
- Ash Avildsen (The Pantheon Agency) - A&R e agendamentos
- Shawn Keith - A&R
- Mark Ngui - agendamentos
- Brent Mulligan, Bret Disend (Ozone Entertainment) & Carl Severson (Good Fight Entertainment) - Empresários